# Bernadette de Gasquet
Bernadette de Gasquet est médecin et professeur de yoga spécialisée dans les exercices des abdominaux et de la rééducation périnéale.

## Biographie

### Études
Après l'obtention d'une maitrise d'économie en 1969, elle se reconvertit en 1974 comme professeure de yoga puis obtient un doctorat de médecine à l'Université de Bobigny en 1993[réf. nécessaire].

### Carrière
Dans un premier temps, elle essaie de mettre à profit ses connaissances dans la pratique du yoga pour aider les sages-femmes dans leur travail. Elle fait ensuite des études de médecine, et essaie d'améliorer la prise en charge des femmes enceintes, s'opposant aux pratiques traditionnelles de la pratique de l'accouchement. Elle écrit plusieurs ouvrages sur le périnée et les abdominaux ainsi qu'une méthode d'accouchement.

## Ouvrages
- Les voies secrètes du plaisir, La Musardine, 2024
- J'aime pas courir, Editions du Rocher, 2020
- Pour en finir avec le mal de dos, Albin Michel, 2015
- Ma gym, avec une chaise, Marabout, 2013
- Manger, éliminer, Marabout, 2012
- Accouchement, la méthode de Gasquet, Marabout, 2012
- En pleine forme après bébé, Marabout, 2012
- Périnée,  arrêtons le massacre !, Marabout, 2011
- Trouver sa position d'accouchement, Marabout, 2010
- Abdominaux, arrêtez le massacre ! : Méthode Abdologie de Gasquet , Marabout, 2009
- Bien-être et maternité, Albin Michel, 2009
- Baby sans blues : Guide pratique pour retrouver la forme après Bébé, Robert Jauze, 2005
- Bébé est là, vive maman, Robert Jauze, 2005
- Gym autour d'une chaise, Robert Jauze, 2004
- L'enfance abusée, Robert Jauze, 2002

### En collaboration
- Le livre de l'équilibre, avec Pascal Floyrac, Editions du Rocher, 2024
- Mon bébé n'aura pas la tête plate, avec T. Marck, Albin Michel, 2015
- Yoga sans dégâts, avec Jean-Paul Bouteloup, Marabout, 2015
- Mécanique et techniques obstétricales, dir. J.-P. Schaal, Sauramps, 2012
- La Naissance, dir. R. Frydman et M. Szejer, Albin Michel, 2010
- Le Crâne du nouveau-né, dir. R. Lalauze-Pol, Sauramps, 2009

### DVD
- L'Abdologie, la science des abdominaux, PLD, 2008
- Positions d'accouchement, PLD, 2007
- Minitraumatismes quotidiens abdomino-périnéaux, 1995